# Geschichte der S-Bahn Hamburg

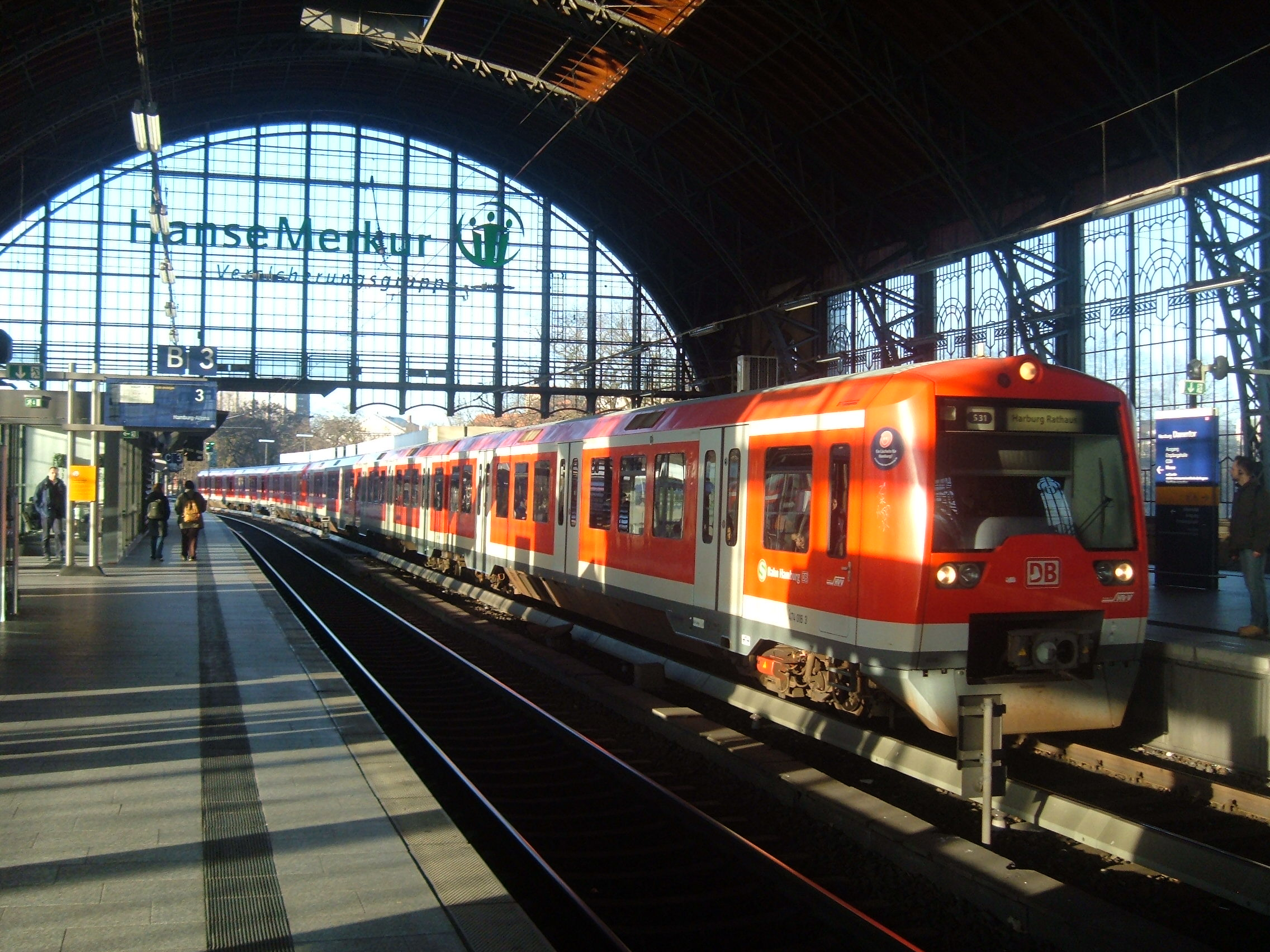
Haltepunkt Dammtor mit einfahrendem Zug der Baureihe 474

Die Geschichte der S-Bahn Hamburg beschreibt die Entwicklung des S-Bahn-Netzes der Freien und Hansestadt Hamburg. Die S-Bahn ist mit jährlich rund 200 Mio. Fahrgästen neben der Hochbahn eines der größten Verkehrsunternehmen des Hamburger Verkehrsverbundes und einer der meistfrequentierten öffentlichen Verkehrsträger der Hansestadt.

## Entwicklung des Netzes

### 1866 bis 1906 – Vorausgehende Entwicklungen
Am 16. Juli 1866 wurde der Personenverkehr auf der Verbindungsbahn, der späteren ersten Stammstrecke der S-Bahn, zwischen dem hamburgischen Bahnhof Klosterthor und dem preußischen Altonaer Bahnhof aufgenommen. Seit Eröffnung der Strecke wurde ein ermäßigter Stadttarif angeboten. 1867 erfolgte die Erweiterung von Strecke und Tarif nach Blankenese. Die Erweiterungsstrecke war zunächst eingleisig ausgebaut und verfügte nicht über die heute vorhandenen Zwischenhaltepunkte. Diese wurden erst später und zunächst nur als Bedarfshaltestellen eingerichtet, es folgte der Ausbau zu vollwertigen Haltepunkten, beispielsweise in Sülldorf 1927. 1883 wurde eine eingleisige Nebenstrecke von Blankenese nach Wedel in Betrieb genommen.
In der zweiten Hälfte des neunzehnten Jahrhunderts wuchsen der Güter- und Personeneisenbahnverkehr in Deutschland rapide an, ab 1871 wurde dieser Prozess durch die Reichsgründung und die damit teilweise abgebauten Hemmnisse in der länderübergreifenden Verkehrsplanung weiter beschleunigt. Auch in Hamburg machten das rasche Wachstum des Eisenbahnverkehrs im Allgemeinen und die wachsende Zahl von Pendlern im Speziellen bald eine Neuordnung des Eisenbahnnetzes notwendig.
1893 begann daher der Ausbau der Verbindungsbahn von zwei auf vier Gleise, wobei eines der Gleispaare dem städtischen Verkehr vorbehalten sein sollte. Ebenso wurde die vollständige Verlegung der Trasse auf einen Bahndamm begonnen, wodurch alle plangleichen Kreuzungen mit dem Straßenverkehr beseitigt werden konnten. Ergänzend dazu schlossen Hamburg und Preußen 1898 einen Vertrag über die Neuordnung des Eisenbahnverkehrs ab, in dem unter anderem die Aufgabe der vier bisherigen Hamburger Kopfbahnhöfe und die Einrichtung eines neuen Zentralbahnhofes an ihrer Stelle festgelegt wurden.
In der Diskussion um die Verbesserung des städtischen Nahverkehrs wurde neben dem Ausbau der Eisenbahn auch die Einrichtung einer U-Bahn, die ab 1906 gebaut wurde, einer Hängebahn, die neben der U-Bahn lange Zeit favorisiert wurde, sowie verschiedener Kleinbahnen erwogen. Die Entscheidung fiel schließlich zu Gunsten einer elektrifizierten Eisenbahn aus, nachdem die preußische Eisenbahnverwaltung nach einer Versuchsstrecke gesucht hatte, um die Eigenschaften eines solchen Systems zu untersuchen. Die entsprechende Erklärung über die Elektrifizierung der Strecke zwischen Blankenese und Ohlsdorf erfolgte 1904 in einem Vertrag zwischen Hamburg und Preußen.

### 1906 – Eröffnung

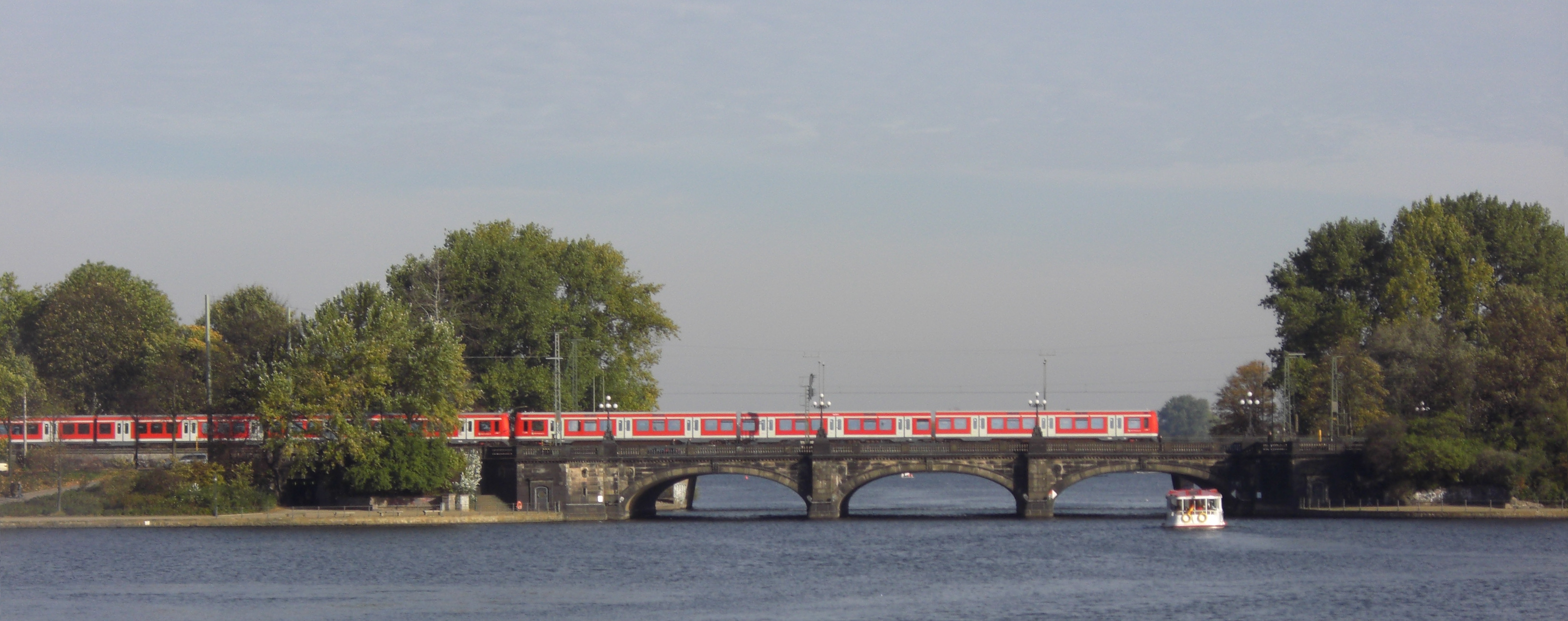
Vollzug der S-Bahn auf der Lombardsbrücke (Teil der Verbindungsbahn)

Die preußische Eisenbahndirektion Altona eröffnete am 5. Dezember 1906 unter der Bezeichnung Hamburg-Altonaer Stadt- und Vorortbahn den Personenverkehr zwischen den Städten Blankenese, Altona (Elbe) und Hamburg mit dampfbespannten Zügen. Am selben Tag nahm auch der neue Hamburger Hauptbahnhof den regulären Betrieb auf.
Die Stadt- und Vorortbahn bediente die Strecke der 1867 eröffneten Altona-Blankeneser Eisenbahn, die Nahverkehrsgleise der Verbindungsbahn und eine zweigleisige Neubaustrecke nach Hasselbrook und Ohlsdorf. Die Strecke verläuft östlich des Hauptbahnhofes zunächst parallel zur Strecke der Lübeck-Büchener Eisenbahn bis Hasselbrook und weiter auf eigener Trasse zum seinerzeit neu entstehenden Friedhof Ohlsdorf.

### 1907/1908 – Aufnahme des elektrischen Betriebs

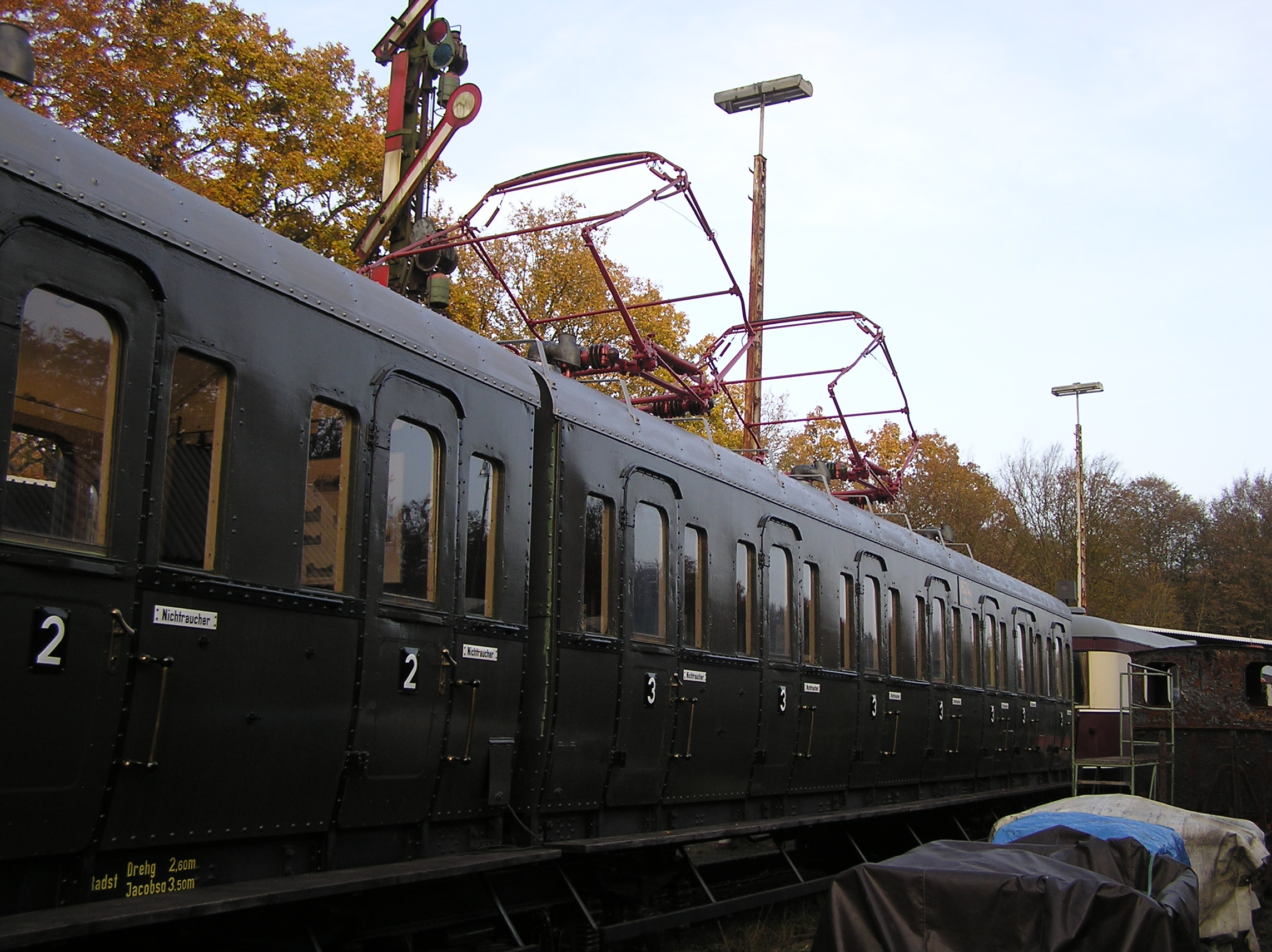
Wechselstrom-Triebzug elT1624a/b

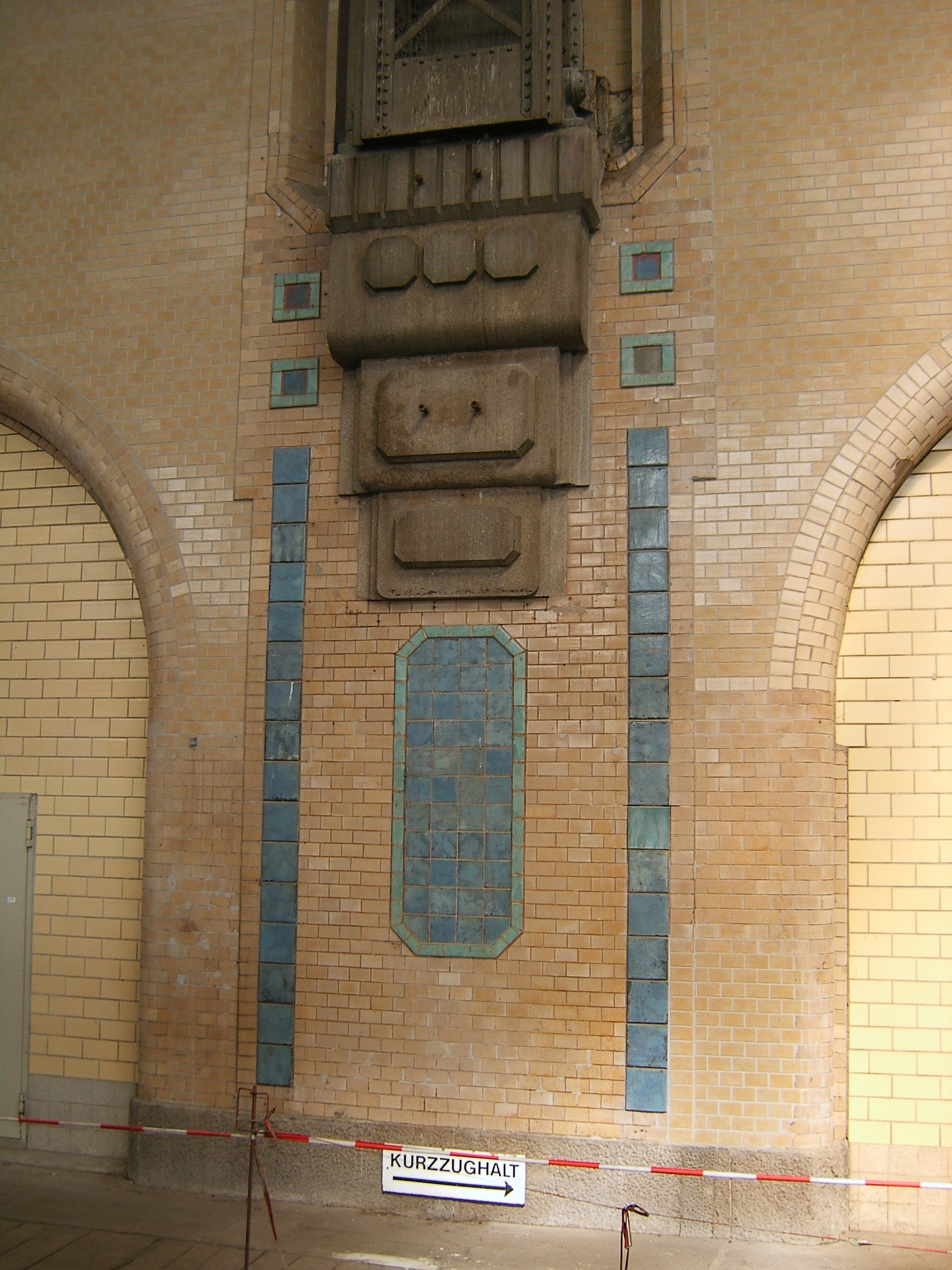
Wanddetail im Hauptbahnhof: Bolzen zur Befestigung der Ausleger für die Oberleitung

Dem Vertragsschluss von 1904 folgend wurde die gesamte Strecke mit Oberleitung versehen und für den Betrieb mit Einphasenwechselstrom mit einer Spannung von 6,3 kV und einer Frequenz von 25 Hz ausgestattet. Der Strom wurde im bahneigenen Kraftwerk Leverkusenstraße im heutigen Hamburger Stadtteil Bahrenfeld an der Grenze zum Stadtteil Altona-Nord erzeugt. Dieses Kraftwerk versorgte auch die Altonaer Hafenbahn, die den Schellfischtunnel befuhr.
Am 1. Oktober 1907 kamen die ersten Elektrotriebzüge zum Einsatz, ab dem 29. Januar 1908 wurde die Hamburg-Altonaer Stadt- und Vorortbahn auf gesamter Länge zwischen Blankenese und Ohlsdorf ausschließlich elektrisch betrieben. Diese Daten gelten als Beginn der eigentlichen Hamburger S-Bahn.
Die Grundeinheit eines Wechselstrom-Triebzuges bestand aus zwei kurzgekuppelten sechsachsigen Abteilwagen mit der Achsanordnung Bo'1+1(1A)', später Bo'1+1 2'. Diese trugen die Bezeichnung Altona 551/552 bis Altona 669/670. Zwischen 1924 und 1933 wurden 57 Doppeltriebwagen beschafft, die mit jeweils einem zweiachsigen motorisierten Drehgestell unter den beiden mit Führerständen versehenen Frontseiten und einem Jakobsdrehgestell mittig als Laufdrehgestell ausgestattet waren. Die Abteilwagen mit Türen auf beiden Seiten für jedes Abteil waren in Funktion und Design von den preußischen Abteilwagen abgeleitet. Sie wurden zunächst als Altona 641 a/b ff bezeichnet, ab 1931 als elT 1589 a/b bis elT 1645 a/b. Da sie bald ausgemustert werden sollten, waren sie 1940 im neuen Nummernplan nicht mehr vorgesehen, inoffiziell wurden sie jedoch als ET 99 bezeichnet. Die letzten Exemplare liefen bis zur Einstellung des Wechselstrombetriebes am 22. Mai 1955. Zwei Wagen wurden für den Gleichstrombetrieb umgebaut und als Gepäcktriebwagen mit der Baureihe ET 174 weiter benutzt.

### 1914 bis 1918 – Betrieb während des Ersten Weltkriegs
Die angespannte wirtschaftliche Lage während der Kriegsjahre erlaubte nur einen eingeschränkten Betrieb der S-Bahn. Vor allem die Versorgung mit Ersatzteilen konnte mit zunehmender Kriegsdauer immer weniger gewährleistet werden. Hinzu kam, dass durch die Einberufung des Großteils der männlichen Bevölkerung Personalmangel im Betriebswerk der S-Bahn bestand. Am Ende des Krieges waren von 140 Elektrotriebwagen noch 34 Einheiten betriebsfähig.

### 1924 – Netzerweiterung um die Alstertalbahn
- siehe auch Alstertalbahn

Eine örtliche Grundstücksgesellschaft baute ab 1914 eine Streckenverlängerung vom hamburgischen Ohlsdorf in das preußische Poppenbüttel, um die Erschließung der an Hamburg angrenzenden Gemeinden entlang der Alster zu verbessern. Nach Konkurs des Unternehmens übernahm der Kreis Stormarn die weitere Ausführung des Vorhabens. Die Strecke wurde 1918 eröffnet und zunächst mit Benzol-Verbrennungstriebwagen befahren, da aufgrund der kriegsbedingten Kupferknappheit keine Oberleitung gebaut werden konnte. Später verschenkte Stormarn die Strecke an die Deutsche Reichsbahn-Gesellschaft, die diese elektrifizierte und so ab 1924 den Betrieb der Hamburg-Altonaer Stadt- und Vorortbahn bis Poppenbüttel ausdehnen konnte.

### 1934 – Bezeichnung als S-Bahn
In Berlin, wo ab 1924 ein ähnliches System elektrischer Stadtschnellbahnen auf den dortigen Stadt-, Ring- und Vorortbahnen entstand, wurde für dieses 1930 die prägnante Kurzform S-Bahn eingeführt. Mit diesem Begriff bezeichnete die Reichsbahn ab 1934 auch ihre Hamburg-Altonaer Stadt- und Vorortbahn. Darüber hinaus wurde er auf die nicht-elektrisch betriebenen Strecken innerhalb des örtlichen Vororttarifes angewandt; dieser galt auch auf den dampfbetriebenen Strecken von Blankenese nach Wedel, von Altona nach Elmshorn und von Hamburg nach Friedrichsruh und nach Harburg. Seit 2002 werden die Strecken außerhalb des mit elektrischen Triebzügen betriebenen Liniennetzes im Hamburger Raum als Regionalverkehrsbahnen bezeichnet.

### Umstellung auf Gleichstrombetrieb

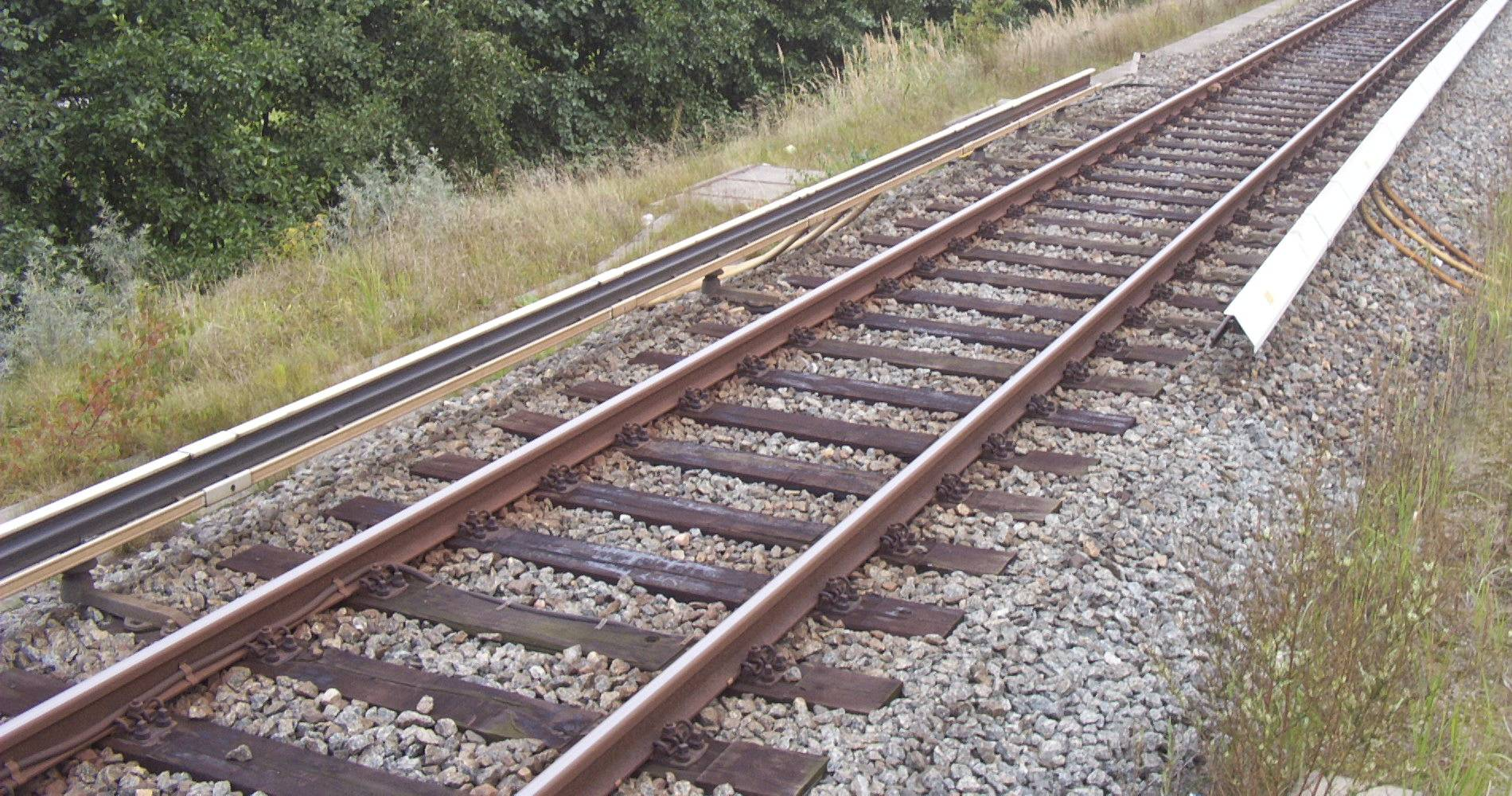
Stromschienen der Hamburger S-Bahn, hier mit Abdeckung aus Kunststoff

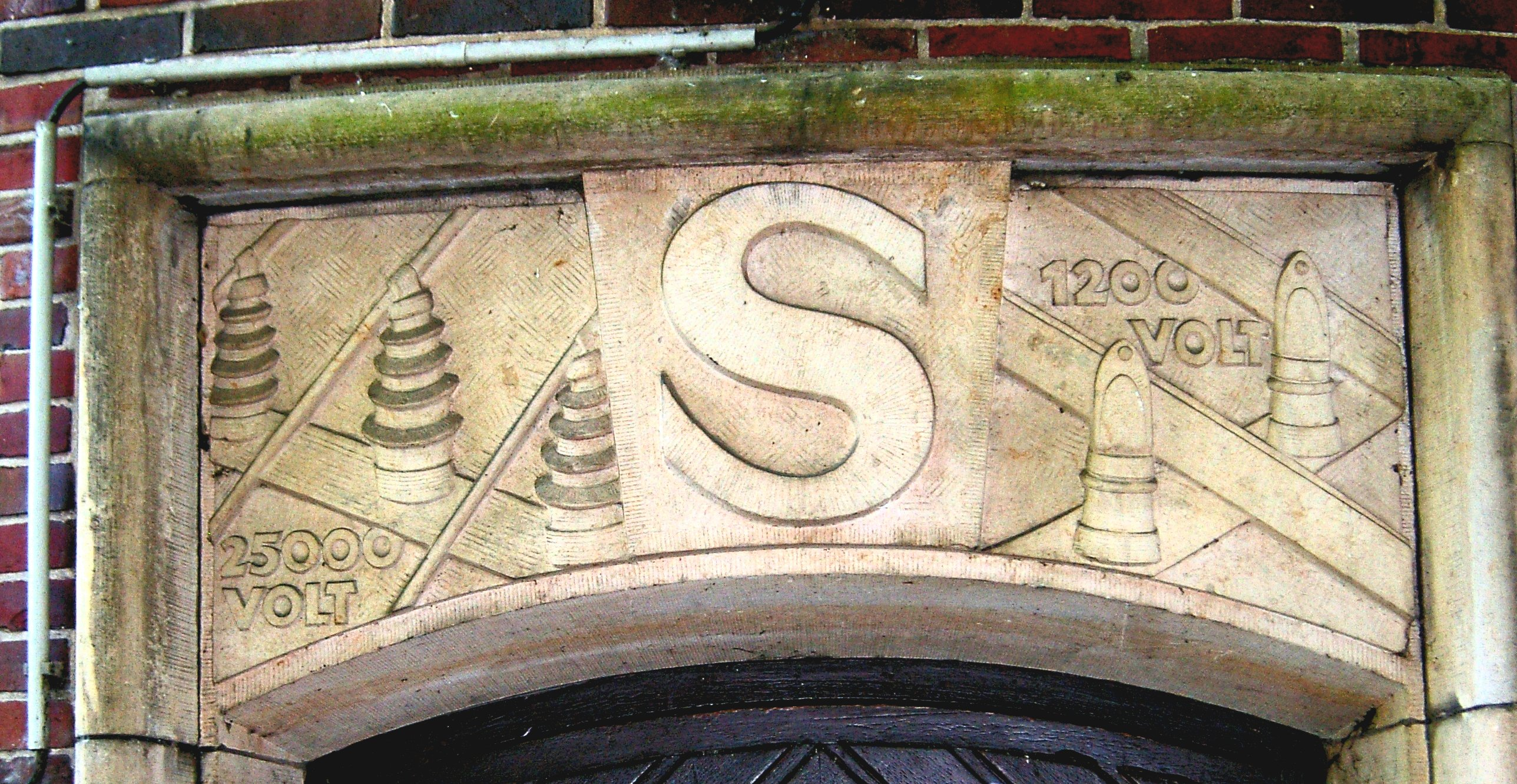
Portal am Gleichrichterwerk Berliner Tor: „25000 Volt / 1200 Volt“

Nach fast 30-jährigem Betrieb war in den 1930er Jahren die Notwendigkeit abzusehen, Anlagen und Fahrzeuge der S-Bahn zu erneuern. Da sich bei der Berliner S-Bahn die Stromversorgung über eine seitliche Stromschiene bewährt hatte, entschied die Reichsbahn 1937, das System für Hamburg zu übernehmen und den Wechselstrombetrieb mit Oberleitung aufzugeben. Um eine bessere Anfahrbeschleunigung zu ermöglichen, verwendet das Hamburger System eine Spannung von 1.200 Volt gegenüber den in Berlin verwendeten 750 Volt; die Hamburger und Berliner Fahrzeuge sind unter anderem aus diesem Grund nicht miteinander kompatibel. Die ersten mit Gleichstrom betriebenen Züge der neuen Baureihe ET 171 wurden 1939 geliefert; am 22. April 1940 begann der fahrplanmäßige Betrieb zwischen Ohlsdorf und Poppenbüttel parallel zu den weiterhin verkehrenden Wechselstromzügen. Dem ersten Abschnitt folgte am 15. Juli desselben Jahres die Strecke zwischen Blankenese und Altona, am 10. April 1941 wurde schließlich der durchgehende Betrieb von Blankenese nach Poppenbüttel aufgenommen. Bis 1943 konnten insgesamt 47 Gleichstromzüge der Baureihe ET 171 ausgeliefert werden.
Die Grundeinheit eines Gleichstrom-Triebwagenzuges bestand aus drei kurzgekuppelten, vierachsigen Wagen mit je vier Doppelschiebetüren pro Wagen und Wagenseite. Die motorlosen Mittelwagen hatten gepolsterte Sitze der 2. Klasse, die motorisierten Außenwaggons Holzlatten-Sitze der 3. Klasse.

### Zweiter Weltkrieg
In den ersten Jahren des Zweiten Weltkriegs wurde der Betrieb der S-Bahn nicht beeinträchtigt, da die Kriegshandlungen größtenteils außerhalb Deutschlands stattfanden. Die nationalsozialistische Verwaltung der Stadt plante sogar einen umfangreichen Ausbau des S-Bahn-Netzes. Nachdem Hamburg jedoch ab 1943 durch alliierte Luftangriffe verstärkt in die Kriegshandlungen einbezogen wurde, ruhten die Pläne zum Ausbau bis auf weiteres. Ein Großteil der Fahrzeuge der S-Bahn wurde durch die Angriffe beschädigt, am Ende des Krieges waren 55 der 145 vorhandenen Wechselstrom-Einheiten zerstört, der Rest war stark beschädigt. Von den 47 Gleichstrom-Einheiten wurden lediglich vier stärker beschädigt, drei von ihnen konnten jedoch vollständig wiederhergestellt werden.

### Netzerweiterungen 1950 bis 1965

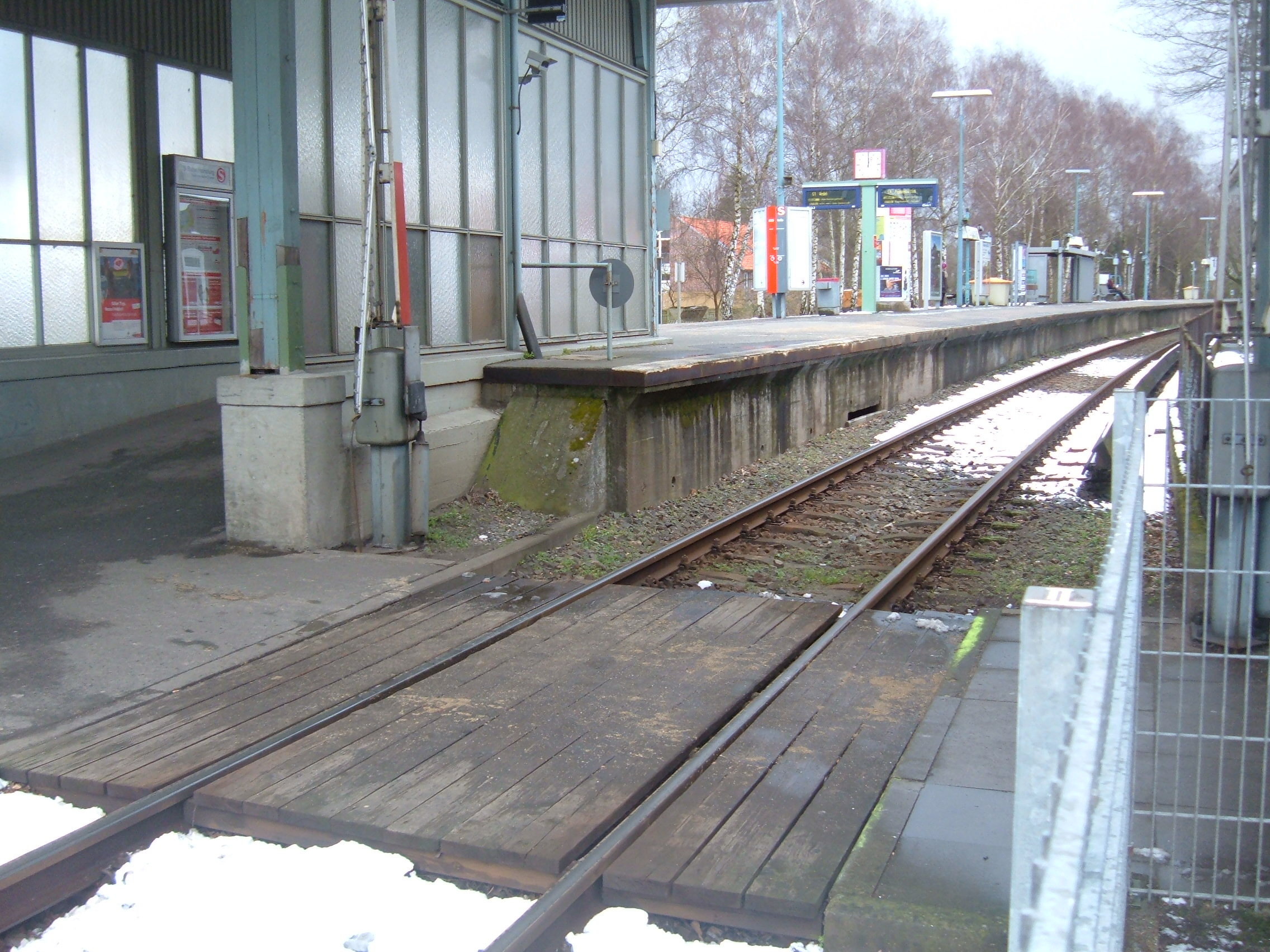
Der Zugang zum Bahnsteig in Sülldorf erfolgt über einen Bahnübergang

Die Gleichstrom-S-Bahn wurde 1950 über die bestehende (und vorher mit Dampflok geführten Zügen bediente) eingleisige Vorortstrecke von Blankenese zunächst bis Sülldorf und 1954 weiter bis Wedel verlängert. 1958 wurde auch die Fernbahnstrecke Richtung Berlin, auf der es infolge der deutschen Teilung kaum noch Fernverkehr gab, bis Bergedorf mit Stromschienen für den Gleichstrombetrieb und erhöhten Bahnsteigen ausgerüstet. Dies war die erste Strecke, auf der die S-Bahn im Mischbetrieb mit Fernzügen fuhr, deren Zahl bis 1990 jedoch sehr gering blieb. Zugleich erhielt die S-Bahn auf diese Weise eine zweite Linie; die Bergedorfer Züge fuhren über Berliner Tor bis Altona.
Am Bahnhof Holstenstraße wurde 1962 von der Verbindungsbahn abzweigend eine Verbindung der S-Bahn zur Strecke der Altona-Kaltenkirchener Eisenbahn (AKN) geschaffen, deren Endpunkt dafür nach Langenfelde zurück verlegt wurde. Die S-Bahn wurde 1965 auf der Trasse der AKN bis Eidelstedt und weiter nordöstlich entlang der Strecke Richtung Elmshorn bis zum Bahnhof Elbgaustraße verlängert.

### Gründung des HVV (1965)
Am 29. November 1965 gründeten die Deutsche Bundesbahn, die Hamburger Hochbahn AG, die Verkehrsbetriebe Hamburg-Holstein und die HADAG den Hamburger Verkehrsverbund (HVV) als weltweit ersten Verkehrsverbund. Ab Ende Dezember 1966 wurden die DB-Strecken des Hamburger Vororttarifs in den HVV einbezogen.

### Linienbezeichnungen
Am 2. Januar 1967 führte die S-Bahn erstmals Linienbezeichnungen zur Unterscheidung der Linien ein (damals S1 bis S6, siehe auch heutige Linien). Deren Darstellung mit einem führenden »S« wurde später auch für andere S-Bahn-Systeme im deutschsprachigen Raum übernommen.
Zuvor wurden die beiden damaligen Linien durch unterschiedliche Farbigkeit der Buchstaben auf dem Fahrtzielband an der Triebwagenfront gekennzeichnet; die Ziele der Stammstrecke Wedel–Poppenbüttel (seit 1967 S1) waren in schwarzer Schrift, diejenigen der Erweiterungen nach Bergedorf und Elbgaustraße (S2) dagegen in Rot gehalten.

### Netzerweiterungen 1967 bis 2002

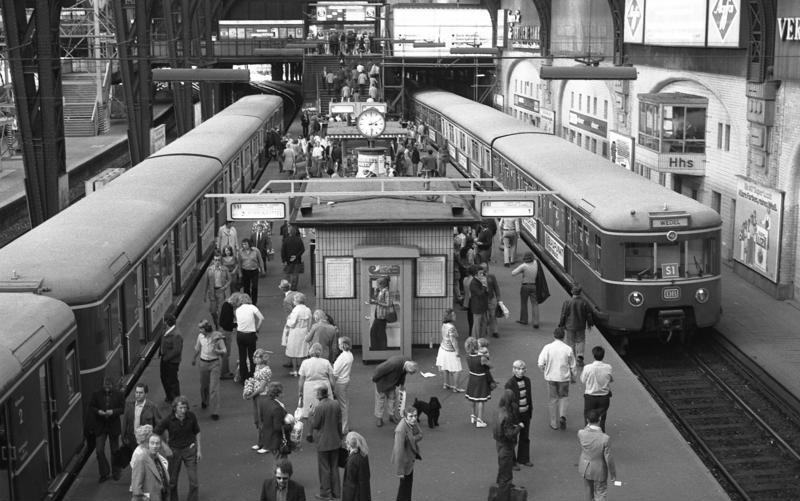
Bis zur Eröffnung der City-S-Bahn verfügte die S-Bahn am Hauptbahnhof lediglich über einen Hallenbahnsteig

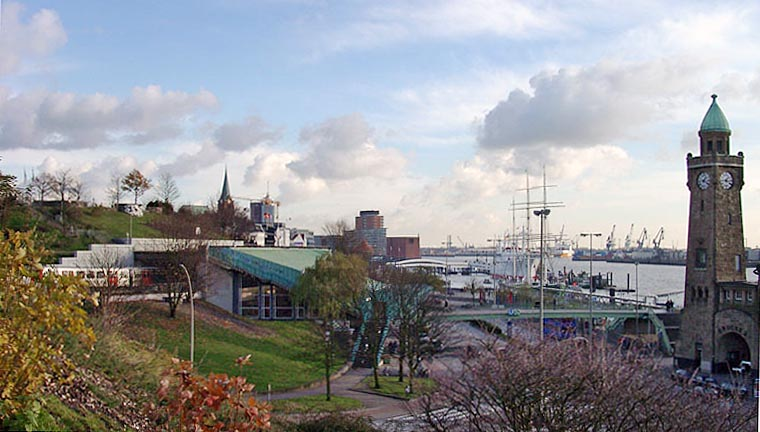
S- und U-Bahn-Station Landungsbrücken (links)

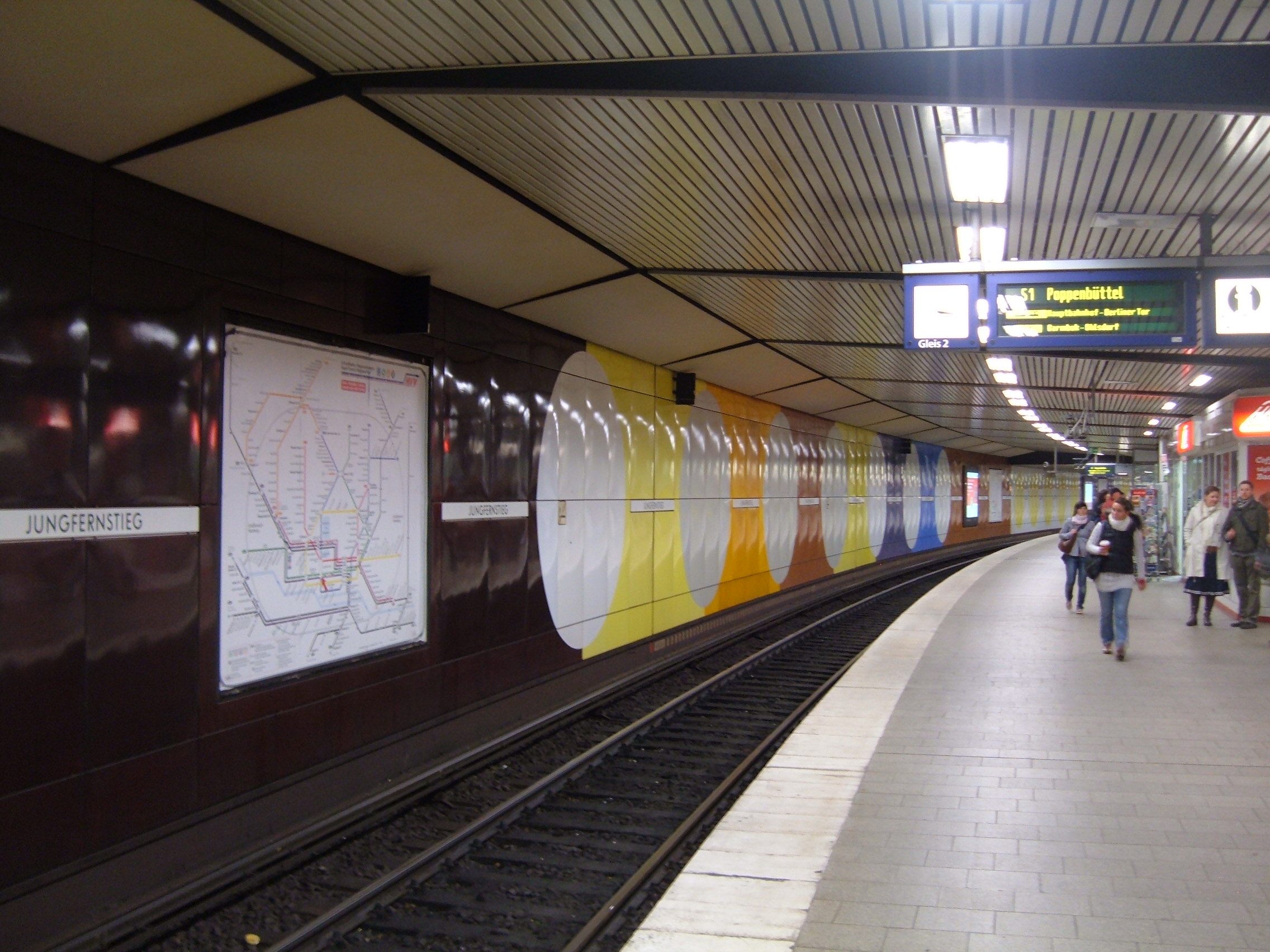
S-Bahnsteig der Tunnelstation Jungfernstieg mit alter Deckenverkleidung

In den Folgejahren der Gründung des HVV kamen weitere Erweiterungen hinzu: 1967 auf neuen eigenen Gleisen von Elbgaustraße bis Pinneberg, 1969 wurde die Gleichstrom-S-Bahn auf den bestehenden Fernbahngleisen von Bergedorf bis Aumühle erweitert.
Zur Entlastung der Verbindungsbahn und zur besseren Erschließung des Hamburger Zentrums entstand ab 1967 mit der City-S-Bahn eine zweite Stammstrecke, die die Hamburger Alt- und Neustadt im Tunnel unterquert und wie die Verbindungsbahn den Hauptbahnhof und den Fernbahnhof Altona verbindet. Sie wurde 1975 auf dem Abschnitt zwischen Hauptbahnhof und Landungsbrücken eröffnet, 1979 bis Altona verlängert und 1981 durch die Diebsteich-Kurve – einen oberirdischen Abschnitt von Altona bis Diebsteich vervollständigt. 1981 erhielt die S-Bahn am Hauptbahnhof einen neuen Tunnelbahnsteig (neue Gleise 1 und 2). Dieser wird seitdem für die west- bzw. stadteinwärts fahrenden Züge verwendet, der Hallenbahnsteig (neue Gleise 3 und 4; vormals 1 und 2) für die ost- bzw. stadtauswärts verkehrenden Züge. Mit der Eröffnung des Tunnelbahnsteiges wurde die Bedienung von Gleis 5 (vormals 3) durch die S-Bahn aufgegeben, deren zum Berliner Tor verkehrenden Züge hier hielten.
Von 1975 bis 1979 verkehrte auf dem ersten Teilabschnitt der City-S-Bahn die Linie S10 zwischen Landungsbrücken und Hauptbahnhof und weiter nach Barmbek. Für einzelne Fahrten nach Bergedorf wurde betriebsintern die Bezeichnung S20 verwendet, die jedoch nicht im Fahrplan verwendet wurde und stattdessen ebenfalls als S10 gekennzeichnet war.
Nach Fertigstellung des City-S-Bahn-Tunnels über Landungsbrücken hinaus bis Altona verkehrte die S1 zunächst über Jungfernstieg und Altona, die S2 fuhr weiterhin über Dammtor in Richtung Pinneberg. Das Nummerierungssystem unterschied sich damit vom heutigen System, nach dem Züge mit einstelliger Liniennummer über Jungfernstieg und Züge mit zweistelliger Liniennummer über Dammtor geführt werden. Erst mit Inbetriebnahme der Diebsteich-Kurve wurde die S2 über Jungfernstieg und Altona bis Pinneberg geführt. Seit diesem Zeitpunkt wird auch die Linie S21 angeboten, die zunächst nur wochentags tagsüber zwischen Elbgaustraße und Hauptbahnhof verkehrte und damit zeitweise eine kurze Verbindung zwischen Elbgaustraße und Hauptbahnhof anbot. Eine ständige Verbindung zwischen Hauptbahnhof und Altona über Dammtor erfolgte durch die neue Linie S11, die während der Hauptverkehrszeit bis Ohlsdorf und Blankenese verlängert wurde.
1983 wurde die Gleichstrom-S-Bahn (als Linie S3) vom Hauptbahnhof über Wilhelmsburg nach Harburg Rathaus großteils entlang der bestehenden Fernbahnstrecke erweitert. Im Bereich von Hammerbrook verläuft die Trasse auf einem neu errichteten Beton-Viadukt und in der Harburger Innenstadt im Tunnel. In diesem Zuge wurden die Bahnhöfe Veddel und Wilhelmsburg durch neue Anlagen ersetzt. Am 5. August 1984 wurde die S3 über Heimfeld und dann entlang der Niederelbebahn bis Neugraben verlängert. Die Bahnhöfe Unterelbe, Tempowerk und Hausbruch wurde aufgehoben.
Nach Inbetriebnahme der Erweiterung ergaben sich weit reichende Änderungen der Linienführungen, die unverändert bis heute gültig sind; die vormals bis Pinneberg verkehrende S21 fuhr nur noch in der Hauptverkehrszeit den vollen Linienweg und endet zurzeit regelmäßig an der Elbgaustraße, der Abschnitt Elbgaustraße – Pinneberg wird ausschließlich von der S3 bedient. Einzige Ausnahme bildet die Linie S11, deren Aufgabe zwischen Hauptbahnhof und Altona erst zum Winterfahrplan 1987/1988 von der Linie S31 übernommen wurde.
Aufgrund der starken Verkehrszunahme auf der Strecke zwischen Hamburg und Berlin nach der Wiedervereinigung wurden das S- und Fernbahnnetz auf dem Abschnitt nach Bergedorf und Aumühle in den 1990er Jahren getrennt. Ab 1994 wurde der S-Bahn-Verkehr zwischen Bergedorf und Aumühle (Linie S21) vorübergehend eingestellt. Der Abschnitt bis Reinbek konnte 1997 auf eigenen Gleisen wieder eröffnet werden. Die Fertigstellung bis Aumühle verzögerte sich aufgrund von Anwohnerklagen jedoch bis 2002. 1999 wurde die neue Haltestelle Allermöhe zwischen Mittlerer Landweg und Nettelnburg in Betrieb genommen, um die Neubausiedlung Neu-Allermöhe West besser anzubinden.

### 2007 – Aufnahme des Zwei-System-Betriebs

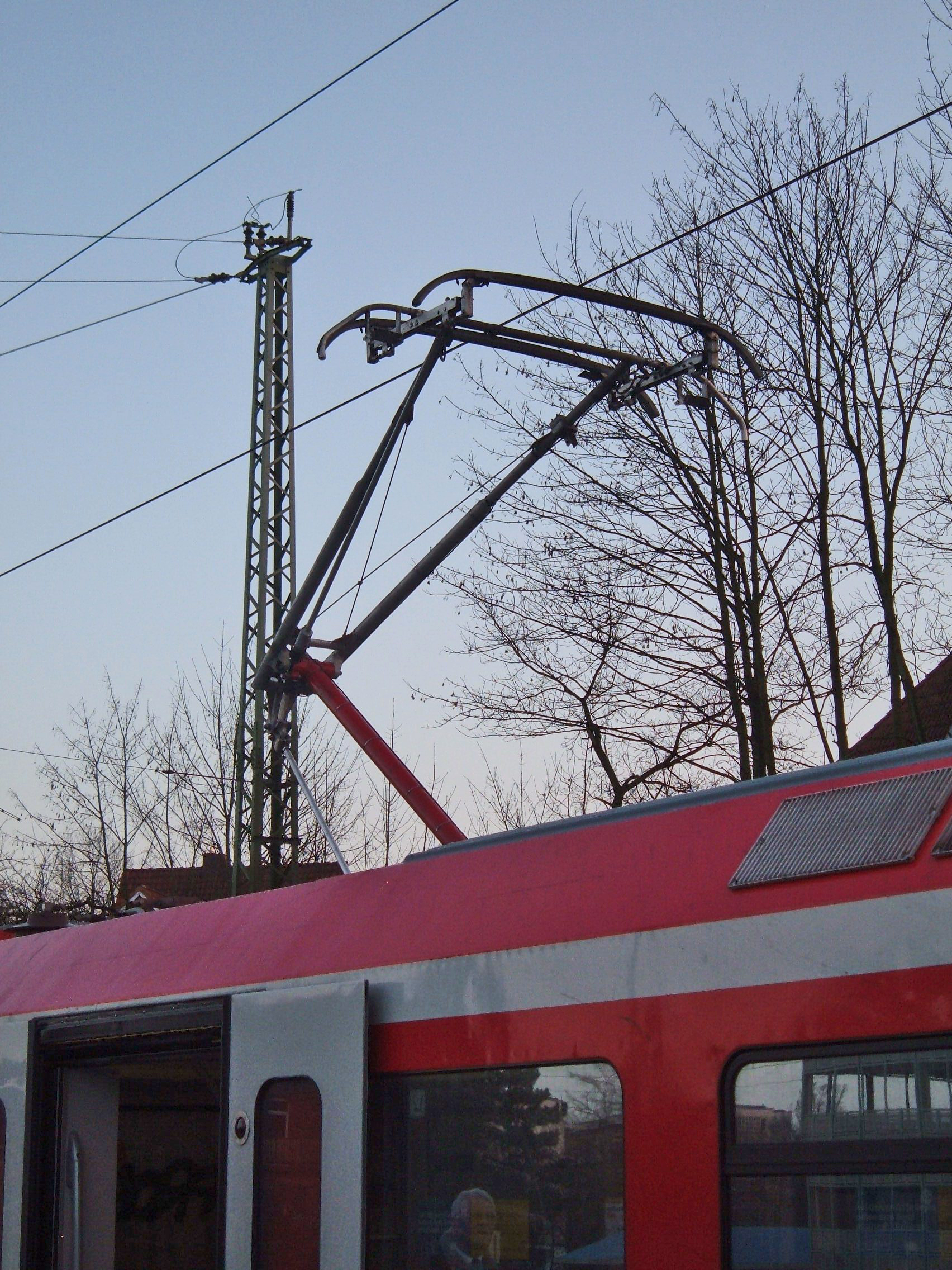
S-Bahn unter Fahrdraht am Endhaltepunkt Stade

Zum Winterfahrplanwechsel 2007/08 erfolgte die Verlängerung der Linie S3 von Neugraben über Buxtehude nach Stade. Das Netz der S-Bahn wuchs damit um 32 Kilometer und erlebte seine bisher größte Erweiterung, die in einem einzelnen Schritt vollzogen wurde. Die S-Bahn verkehrt auf der Strecke im Mischbetrieb mit dem Regional- und Güterverkehr auf den Gleisen der DB Netz AG unter Fahrdraht. Mit der Erweiterung erreichte die Hamburger S-Bahn erstmals Niedersachsen und nahm als erste Schnellbahn in Deutschland den kombinierten Betrieb mit Gleich- und Wechselstrom über Stromschiene und Oberleitung auf. Aufgrund der wesentlich geringeren Taktdichte, insbesondere zwischen Buxtehude und Stade, hat die S-Bahn auf diesem Abschnitt jedoch weitgehend den Charakter einer Regionalbahn.
Nach langjährigem Werben des Landkreises Stade wurde 1995 eine Verlängerung der S-Bahn nach Buxtehude in den Hamburger Verkehrsentwicklungsplan aufgenommen. Bereits zum Zeitpunkt der Festschreibung stand fest, dass im Falle einer Verlängerung aufgrund der geringen Nachfrage keine zusätzlichen Gleise verlegt würden. Stattdessen sollte die S-Bahn die Gleise des Regionalverkehrs benutzen. Nach weiterem Bemühen des Landkreises und der Erarbeitung eines Gutachtens zur Möglichkeit des Umbaus von Gleichstromtriebzügen zu Zwei-System-Zügen stellte die S-Bahn Hamburg im Jahr 2001 ein Konzept zur Verlängerung nach Buxtehude vor. Ursprünglich war die Inbetriebnahme bereits für das Jahr 2003 vorgesehen mit einer Option auf eine spätere Verlängerung nach Stade. Da sich die Länder Hamburg und Niedersachsen jedoch erst 2002 über die Verteilung der Kosten einigen konnten, verzögerte sich die Umsetzung. Allerdings einigten sich die Länder darauf, die Linie nicht in zwei Phasen, sondern in einem einzigen Schritt nach Stade zu verlängern.
Die S-Bahn bedient auf dem Abschnitt die zuvor vom Regionalverkehr genutzten Haltestellen und Bahnhöfe Stade, Agathenburg, Dollern, Horneburg, Neukloster, Buxtehude und Neu Wulmstorf sowie den neuen Haltepunkt Fischbek. Von den genannten Stationen werden zurzeit nur noch Stade, Horneburg und Buxtehude zusätzlich durch die Regionalbahn bedient, zudem wurde der Regionalbahn-Haltepunkt am vormaligen Endpunkt der S3 in Neugraben aufgelassen. Dieser diente bis zur Eröffnung der Erweiterung als Umsteigepunkt für Reisende aus und in Richtung Stade.
Alle Bahnsteige wurden auf mindestens 76 cm erhöht, um Ein- und Ausstieg zu erleichtern. Ein barrierefreier Einstieg, der eine Bahnsteighöhe von 96 cm erfordert, ist nur in Buxtehude (nur für dort endende bzw. beginnende Fahrten) sowie in Stade möglich. Eine vollständige Erhöhung der Bahnsteige auf 96 cm ist nicht möglich, da die Strecke auch vom Güterverkehr genutzt wird und Güterzüge teilweise Waggons mit auskragenden Profilen führen, die mit höheren Bahnsteigen kollidieren würden. Zudem ergäbe sich für Fahrgäste der parallel zur S-Bahn verkehrenden Nahverkehrszüge der Verkehrsgesellschaft Start Unterelbe mbH eine nicht zumutbare Schwelle zwischen den niedriger liegenden Türen der eingesetzten Doppelstockwagen und der Bahnsteigkante.
Die Bereitstellung der zum Betrieb notwendigen Fahrzeuge kostete rund 87 Millionen EUR und umfasste den Neubau von neun Zwei-System-Triebzügen und den Umbau von 33 im Betrieb befindlichen Fahrzeugen. Die Auslieferung erfolgte zwischen August 2005 und August 2007.
Die Kosten für die Anpassungsmaßnahmen und Neubauten an Schienennetz und Stationen wurden bei Vertragsabschluss zwischen Hamburg und Niedersachsen auf 43 Millionen EUR geschätzt. Der Betrag erhöhte sich bis zur Fertigstellung auf rund 162 Millionen EUR.

### 2008 – Anbindung des Flughafens

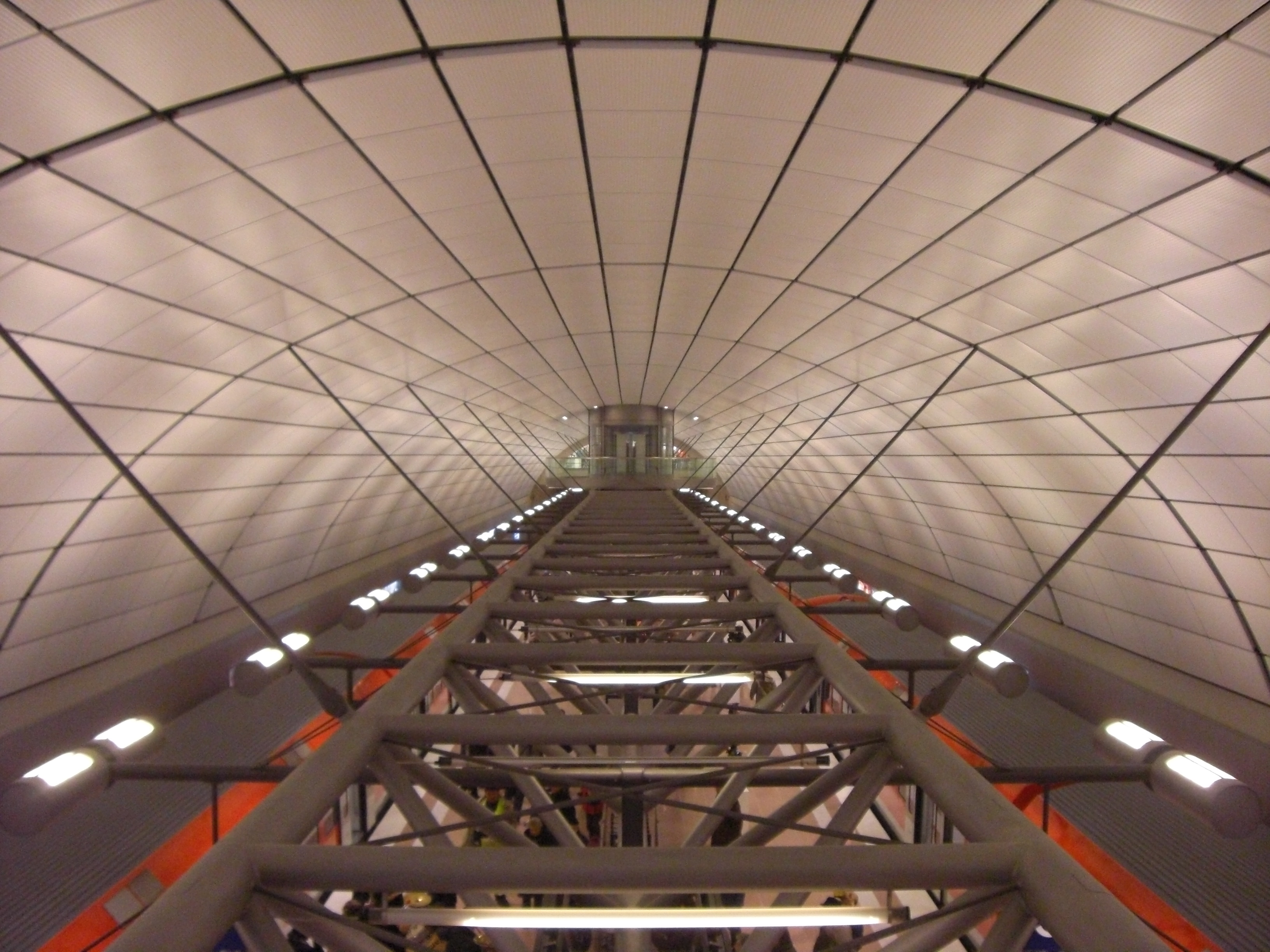
Station Hamburg Airport (Flughafen)

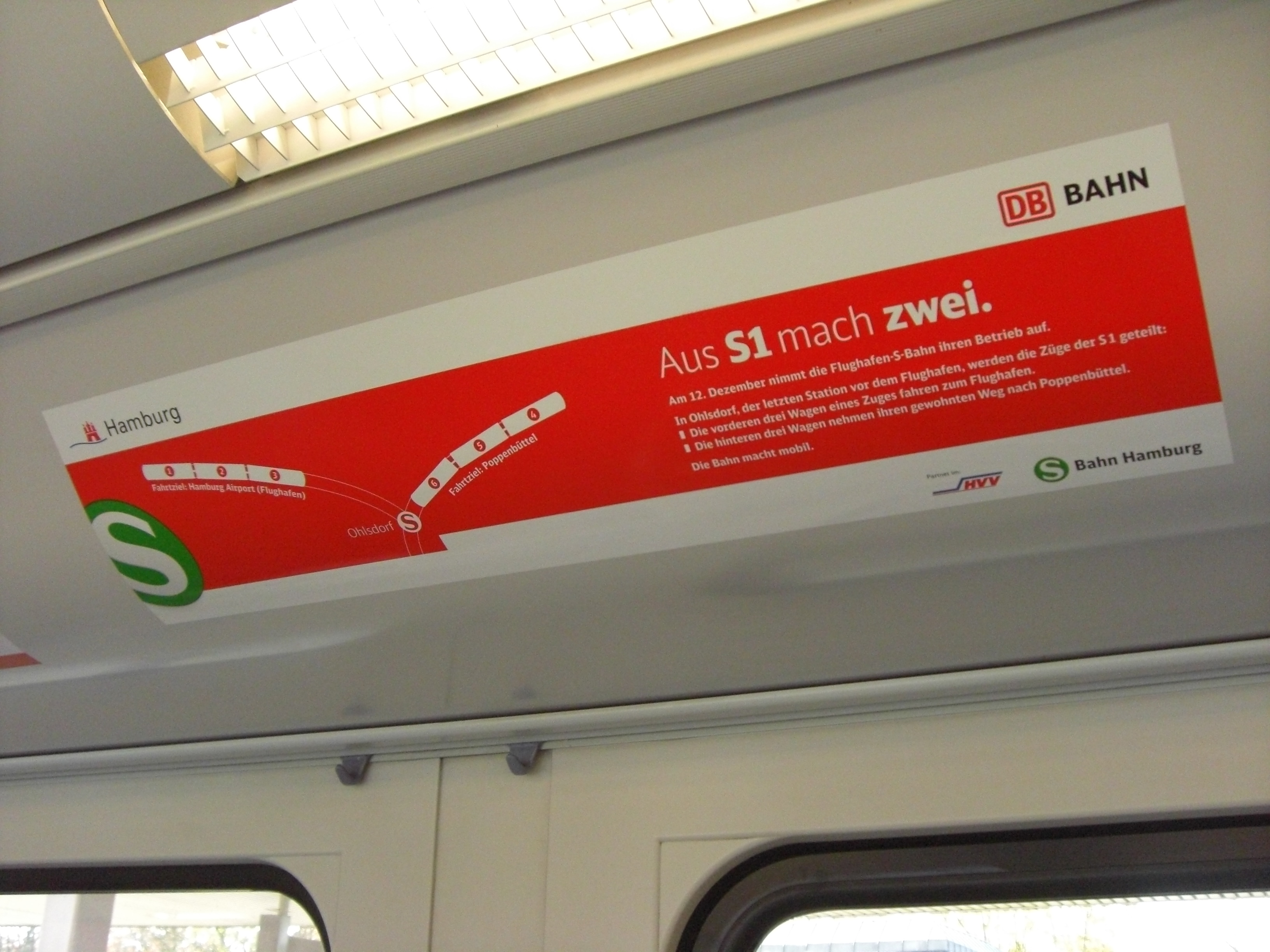
Informationsplakat zum Flügelkonzept

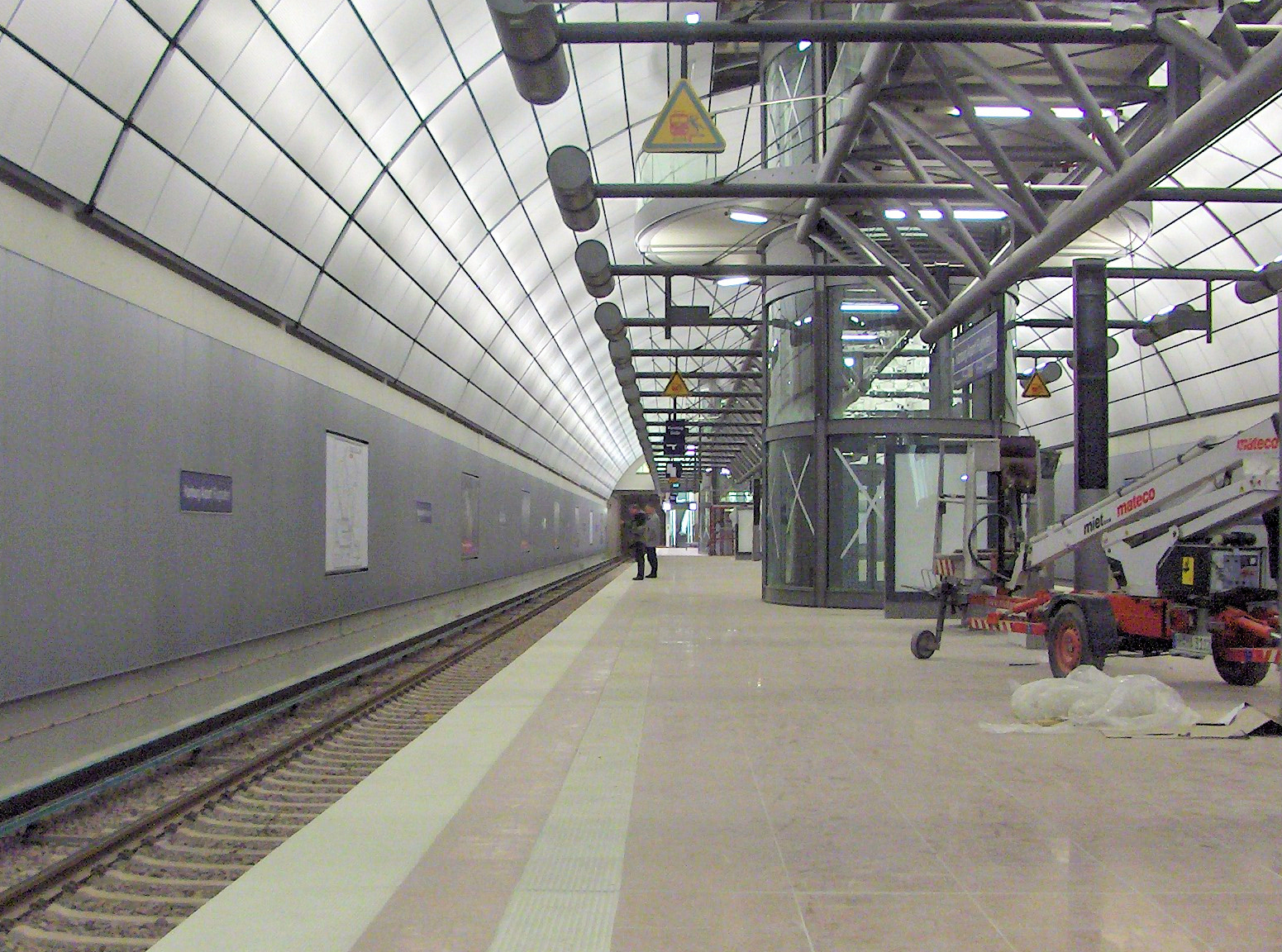
Bahnsteig des Flughafenbahnhofs einen Monat vor Aufnahme des Fahrgastbetriebs

Die jüngste und bis auf weiteres letzte Erweiterung des S-Bahn-Netzes erfolgte am 12. Dezember 2008 mit der Eröffnung einer rund drei Kilometer langen, größtenteils unterirdisch geführten Zweigstrecke von Ohlsdorf zum Hamburger Flughafen in Fuhlsbüttel. Die Erweiterung schuf erstmals seit Stilllegung der Straßenbahnlinie 9 1974 eine direkte Schienenverbindung zwischen Hauptbahnhof und Flughafen. Die Fahrzeit vom Hauptbahnhof zum Flughafen beträgt 24 Minuten, in Gegenrichtung 25 Minuten. Dies entspricht einer Ersparnis von mindestens 11 Minuten gegenüber der vorherigen ÖPNV-Anbindung, zudem entfällt der Umsteigezwang zwischen Bahn und Bus.
Die einzige neue Haltestelle der rund 280 Millionen EUR teuren Erweiterung ist jene am Flughafen. Kurzzeitig wurde die Einrichtung des Zwischenhaltepunktes Erdkampsweg erwogen, aufgrund des geringen Verkehrswertes wurde der Vorschlag jedoch nicht weiter verfolgt. Die aus der Innenstadt kommenden Züge der Linie S1 werden in Ohlsdorf geflügelt, wobei der vordere Zugteil zum Flughafen, der hintere nach Poppenbüttel weiterverkehrt. Der Bahnsteig der Station am Flughafen ist jedoch auch für die Bedienung mit Vollzügen ausgelegt, die beispielsweise bei Großveranstaltungen eingesetzt werden können.
Der Schnellbahnanschluss des Flughafens wurde seit den 1960er Jahren diskutiert, u. a. berücksichtigten bereits die Planungen für die ursprüngliche U-Bahn-Linie 4 die Möglichkeit einer Verlängerung bis zum Flughafen, die Ende der 1970er Jahre zur Verfügung hätte stehen können. Nach Aussetzung des Baus der U4 blieb der Flughafen jedoch weiterhin ohne Schnellbahnanschluss. Der weitere Planungsfortschritt verlief u. a. deshalb schleppend, weil bis in die 1980er Jahre der Bau eines neuen Großflughafens bei Kaltenkirchen geplant war, der den bisherigen Hamburger Flughafen hätte ersetzen können. Mit der Perspektive auf baldige Aufgabe Fuhlsbüttels bestand keine dringende Notwendigkeit zum Anschluss. Erst nachdem die Planungen für den neuen Flughafen nicht weiter verfolgt wurden, wurde Ende der 1980er Jahre erneut ein Schnellbahnanschluss untersucht, aufgrund von Finanzierungsproblemen kamen die Konzepte jedoch nicht über Projektstudien hinaus. Gleichwohl wurde bereits 1991 ein Teil der Station am Flughafen im Rohbau errichtet.
Der entscheidende Impuls zum Anschluss ging von der Entscheidung des Senates zum Ausbau des Flughafens im Jahr 1998 aus.
Aufgrund von Anwohnerklagen gegen das Vorhaben konnten die Bauarbeiten erst nach einer rund zweijährigen Verzögerung am 11. April 2001 begonnen werden. Die Fertigstellung war nach optimistischen Schätzungen und unter Berücksichtigung der klagebedingten Verspätungen bereits für 2005, nach Wassereinbrüchen während der Bauarbeiten für 2007 vorgesehen und erfolgte tatsächlich am 12. Dezember 2008. Bereits am Tag vor der Aufnahme des Regelbetriebs wurden jedoch kostenlose Kennenlernfahrten zur Station angeboten.
Bis September 2008 war vorgesehen, dass die neue Station lediglich Hamburg Airport heißen sollte. Mit der kurzfristigen Ergänzung um die deutsche Bezeichnung reagierte der Senat auf einen gemeinsamen Antrag von Abgeordneten von CDU und GAL, der um eine Umbenennung in Flughafen (Hamburg Airport) bat. Der Vorschlag richtete sich gegen die von den Antragstellern als negativ empfundene Verwendung von Anglizismen. Bereits wenige Tage nach Einreichung des Antrages distanzierten sich die federführenden Abgeordneten jedoch vom Vorschlag, da bei der vollständigen Änderung hohe Mehrkosten zu erwarten wären, die beispielsweise beim Neudruck von Fahrplänen, Kursbüchern und Reiseplänen entstünden, die zum Zeitpunkt der Antragsstellung bereits aufgelegt waren. Kritiker des Vorschlags wendeten außerdem ein, dass ein international orientierter Ort wie der Flughafen eine englische Bezeichnung tragen sollte. Gleichwohl wird an den S-Bahn-Stationen der größten deutschen Verkehrsflughäfen Frankfurt und München die deutsche Bezeichnung verwendet.

## Eröffnungsdaten (elektrischer Betrieb)
| Eröffnungsdatum    | Start – Ziel                           | Streckenname                                   |
| ------------------ | -------------------------------------- | ---------------------------------------------- |
| 1. Oktober 1907    | Blankenese – Ohlsdorf                  | Altona-Blankeneser Eisenbahn / Verbindungsbahn |
| 12. März 1924      | Ohlsdorf – Poppenbüttel                | Alstertalbahn                                  |
| 14. Mai 1950       | Blankenese – Sülldorf                  | Altona-Blankeneser Eisenbahn                   |
| 23. Mai 1954       | Sülldorf – Wedel                       | Altona-Blankeneser Eisenbahn                   |
| 1. Juni 1958       | Berliner Tor – Bergedorf               | Berlin-Hamburger Bahn                          |
| 22. Februar 1962   | Holstenstraße – Langenfelde            | Verbindungsbahn / Pinneberger S-Bahn           |
| 26. September 1965 | Langenfelde – Elbgaustraße             | Altona-Kieler Eisenbahn                        |
| 24. September 1967 | Elbgaustraße – Pinneberg               | Altona-Kieler Eisenbahn                        |
| 1. Juni 1969       | Bergedorf – Aumühle                    | Berlin-Hamburger Bahn                          |
| 1. Juni 1975       | Hauptbahnhof – Landungsbrücken         | City-S-Bahn                                    |
| 21. April 1979     | Landungsbrücken – Altona               | City-S-Bahn                                    |
| 31. Mai 1981       | Altona – Diebsteich                    | City-S-Bahn                                    |
| 25. September 1983 | Hauptbahnhof – Harburg Rathaus         | Harburger S-Bahn                               |
| 5. August 1984     | Harburg Rathaus – Neugraben            | Harburger S-Bahn                               |
| 6. Dezember 2007   | Neugraben – Stade                      | Niederelbebahn                                 |
| 12. Dezember 2008  | Ohlsdorf – Hamburg Airport (Flughafen) | Flughafen-S-Bahn                               |

## Nicht verwirklichte Ausbauplanungen
Im Laufe der Entwicklung des Netzes wurde eine Reihe von möglichen Streckenerweiterungen in Erwägung gezogen, die letztlich keine Umsetzung fanden.

### Ehemals geplante Vorhaben
| Linie | Verlauf                                                                                                  | Haltestellen (unter Vorbehalt)                                                                                | Betrieb     |
| ----- | --- | --- | ----------- |
|       | Ringstrecke Hamburger City – Altona – Finkenwerder – Hausbruch – Meckelfeld – Bergedorf – Hamburger City | Hauptbahnhof ↔ Altona ↔ Bahrenfeld ↔ Finkenwerder ↔ Hausbruch ↔ Meckelfeld ↔ Mittlerer Landweg ↔ Hauptbahnhof | Gleichstrom |

Der General-Bebauungsplan Hamburgs von 1937 plante mit dem für Epoche und Planungsverantwortliche charakteristischen Maßstabsverständnis Erweiterungen des Schnellbahnnetzes. Unter anderem sollte eine Ringstrecke gebildet werden, die an der bestehenden Haltestelle Bahrenfeld nach Süden abgezweigt und über eine geplante doppelstöckige Hochbrücke im Bereich Övelgönne Finkenwerder, heute Standort der Airbus-Werke, erreicht hätte. Die Strecke wäre weiter in südliche Richtung verlaufen, hätte bei Hausbruch die Niederelbebahn gekreuzt, wäre nach Osten über Harburg und Meckelfeld verlaufen und an der Haltestelle Mittlerer Landweg wieder in das bestehende Netz eingefädelt worden. Aufgrund der fortschreitenden Kriegshandlungen und der nach Kriegsende im Vordergrund stehenden Wiederaufbauarbeiten sowie der insgesamt fragwürdigen Dimension des Vorhabens wurde keine der genannten Maßnahmen ausgeführt.
In den 1960er Jahren wurde der Gedanke der Erschließung Finkenwerders erneut aufgegriffen. So wurde zunächst überlegt, beim Bau des Elbtunnels eine zusätzliche Tunnelröhre für eine S-Bahn-Trasse einzurichten. Das Vorhaben konnte in der Bürgerschaft jedoch keine Mehrheit für sich gewinnen.
| Linie | Start – Ziel                                                 | Haltestellen (unter Vorbehalt)                                                         | Betrieb                                         |
| ----- | ------------------------------------------------------------ | -------------------------------------------------------------------------------------- | ----------------------------------------------- |
|       | Poppenbüttel – Wohldorf / Volksdorf                          | Poppenbüttel – (Zughälfte I:) Bergstedt – Wohldorf / (Zughälfte II:) Sasel – Volksdorf | Gleichstrom, Flügelung der Züge in Poppenbüttel |
|       | Poppenbüttel – Lemsahl-Mellingstedt (– Bergstedt/Duvenstedt) | Poppenbüttel – Lemsahl-Mellingstedt (– Bergstedt / Duvenstedt)                         | Gleichstrom                                     |

Die ursprünglichen Planungen für die Alstertalbahn sahen eine Verlängerung der Strecke über Poppenbüttel hinaus bis Wohldorf und Volksdorf vor. Die Züge sollten in Poppenbüttel geflügelt werden und je eine Zughälfte hätte nach Wohldorf und Volksdorf fahren sollen. Bereits der Abschnitt bis Poppenbüttel konnte jedoch nur mit Verzögerungen eröffnet werden, die geplante Verlängerung entfiel letztlich.
Planungen für eine Verlängerung wurden während der Zeit des Nationalsozialismus erneut aufgegriffen und sahen eine Verlängerung nach Duvenstedt und weiter in nördliche Richtung vor. Wie der überwiegende Teil der Planungen aus dieser Epoche wurde auch diese nicht umgesetzt. Der Aufbauplan von 1960, der u. a. den Bau einer S-Bahn-Strecke nach Rahlstedt beinhaltet, griff die vorangegangenen Planungen für die Alstertalbahn auf, sah jedoch nur eine Verlängerung bis Lemsahl-Mellingstedt vor. 1967 schlug die Unabhängige Kommission für den Aufbauplan der Freien und Hansestadt Hamburg eine Ergänzung der Planungen dahingehend vor, die Linie doch bis Duvenstedt zu verlängern. Bis Mitte der 1970er Jahre erwog die Deutsche Bundesbahn unabhängig von den Planungen des Landes Hamburg eine Verlängerung bis nach Bergstedt. Spätestens seit 1997 enthält der Flächennutzungsplan des Landes Hamburg keines der genannten Vorhaben mehr, auch das räumliche Leitbild Hamburgs beschreibt keine weiteren Ausbauplanungen.

### Geprüfte Vorhaben
| Linie | Start – Ziel                | Haltestellen (unter Vorbehalt) | Betrieb     |
| ----- | --------------------------- | --- | ----------- |
|       | Altona – Schenefelder Platz | Altona – Daimlerstraße – Von-Sauer-Straße – Ebertallee – Stadionstraße – Luruper Drift – Osdorf Mitte – Immenbusch – Achtern Born – Böttcherkamp/Osdorfer Born (Nord) – Schenefelder Platz | Gleichstrom |

Parallel zu den Planungen für den Anschluss der östlichen Stadtteile Wandsbek und Rahlstedt und des nordöstlichen Hamburger Umlandes in den 1960er Jahren wurden Überlegungen für einen S-Bahn-Anschluss der westlichen Stadtteile Lurup und Osdorf vorgestellt. Entsprechend sollte der neue westliche Ast mit dem östlichen Ast durchgebunden werden.
Die Planungen haben ihren Ursprung in der U-Bahn-Linie 4 der Hochbahn, die ursprünglich für die Erschließung dieses Gebietes geplant wurde. Nachdem die Bundesbahn Anfang der 1960er Jahre Planungen für die City-S-Bahn vorgelegt hatte, deren Streckenverlauf weitgehend parallel zur U4 verlaufen wäre, schlug das Unternehmen vor, den westlichen Ast der U4 ab Altona als S-Bahn zu realisieren, wobei sich die Linienführung von U4 und S4 im Detail unterschieden hätten. Die Entscheidung fiel jedoch zugunsten des U-Bahn-Anschlusses aus, der seinerseits unmittelbar vor Baubeginn ausgesetzt wurde und als Ergebnis bewirkte, dass Lurup und Osdorf weder durch U- noch durch S-Bahn erschlossen wurden.
Nachdem die in der Bürgerschaft vertreten Parteien im Mai 2007 übereinstimmend erklärten, dass der Bau der U4 nach Lurup und Osdorf nicht weiter verfolgt würde, ist davon auszugehen, dass ein Schnellbahnanschluss der genannten Stadtteile zumindest mittelfristig nicht zu erwarten ist, was auch den Bau einer S-Bahn-Strecke einschließt.
| Linie | Start – Ziel                     | Haltestellen (unter Vorbehalt)                                         | Betrieb     |
| ----- | -------------------------------- | ---------------------------------------------------------------------- | ----------- |
|       | Rübenkamp (City Nord) – Bramfeld | Rübenkamp (City Nord) – Steilshoop West – Steilshoop Ost – Bramfeld    | Gleichstrom |
|       | Alte Wöhr (Stadtpark) – Bramfeld | Alte Wöhr (Stadtpark) – Hartzloh – Elligersweg – Steilshoop – Bramfeld | Gleichstrom |
|       | Barmbek – Bramfeld               | Barmbek – Schwalbenplatz – Elligersweg – Steilshoop – Bramfeld         | Gleichstrom |

Bei den Planungen zum – bislang nicht realisierten – Schnellbahnanschluss des Stadtteils Bramfeld und der Großwohnsiedlung Steilshoop wurde neben einem U-Bahn-Anschluss auch die Erschließung durch eine S-Bahn-Strecke geprüft. Es wurden drei verschiedene Varianten untersucht, die einen Abzweig vom bestehenden Netz entweder in Rübenkamp (City Nord), Alte Wöhr (Stadtpark) oder Barmbek mit jeweils weitgehend unterirdischem Trassenverlauf vorsahen. Die Variante über Rübenkamp (City Nord) hätte Steilshoop mit zwei dezentralen Haltestellen an den Hauptstraßen der Siedlung erschlossen, die Strecken ab Alte Wöhr (Stadtpark) und Barmbek mit einer Station unterhalb des Einkaufszentrums „Steilshoop Center“ im zentralen Bereich der Siedlung.
Die Entscheidung fiel letztlich zugunsten einer U-Bahn-Strecke aus, die in Barmbek abzweigen sollte und in ihrem Verlauf der ebenfalls untersuchten S-Bahn-Strecke ab Barmbek entspricht. Die Umsetzung des U-Bahn-Anschlusses scheiterte bislang an der Bereitstellung der notwendigen Finanzmittel. Nachdem der Senat mittlerweile beabsichtigt, Steilshoop und Bramfeld über eine neu zu bauende Stadtbahn zu erschließen, kann die Realisierung der U-Bahn-Strecke insgesamt in Frage gestellt werden.
Der in allen Trassierungsvarianten einheitlich als Bramfeld bezeichnete Endhaltepunkt hätte bei einem Abzweig von Rübenkamp (City Nord) weiter im Norden, bei einem Abzweig ab Alte Wöhr (Stadtpark) und Barmbek weiter im Süden gelegen. Eine der untersuchten Trassierungen für die U-Bahn sah eine dritte mögliche Lage zwischen der nördlichen und südlichen Position vor.
| Linie | Start – Ziel                                        | Haltestellen (unter Vorbehalt)                                   | Betrieb     |
| ----- | --------------------------------------------------- | ---------------------------------------------------------------- | ----------- |
|       | Ohlsdorf – Hamburg Airport (Flughafen)              | Ohlsdorf – Hamburg Airport (Flughafen)                           | Gleichstrom |
|       | Rübenkamp (City Nord) – Hamburg Airport (Flughafen) | Rübenkamp (City Nord) – Beim Jäger – Hamburg Airport (Flughafen) | Gleichstrom |

Zur Erschließung des Hamburger Flughafens wurden neben der letztlich realisierten Variante einer Südzufahrt über Ohlsdorf zwei weitere mögliche Trassenverläufe in Betracht bezogen. Eine davon sah ebenfalls einen Abzweig ab Ohlsdorf vor, wäre jedoch ohne Zwischenhalt zunächst weiter parallel zur Strecke der U-Bahn-Linie 1 entlang der Langenhorner Bahn verlaufen. Südlich der U-Bahn-Station Fuhlsbüttel Nord wäre die S-Bahn-Strecke nach Süden abgezweigt und hätte den Flughafen aus nördlicher Richtung erreicht. Die andere geprüfte Variante sah einen Abzweig nördlich von Rübenkamp (City Nord) vor und hätte den Flughafen mit einer Zwischenstation Beim Jäger aus südlicher Richtung erreicht.
Ausschlaggebend für die Entscheidung zugunsten einer Trassierung ab Ohlsdorf mit südlichem Zugang zum Flughafen war vor allem, dass es sich hierbei um die kürzeste und somit vermeintlich kostengünstigste Variante handelte.

## Ehemalige Strecken
| Linie                                            | Start – Ziel                                                   | Haltestellen |
| ------------------------------------------------ | -------------------------------------------------------------- | --- |
|                                                  | Pinneberg – Neugraben Pinneberg – Maschen Pinneberg – Hittfeld | \| \| – Unterelbe – Tempowerk – Hausbruch – Neugraben \| \| … Hauptbahnhof – Veddel – Wilhelmsburg – Harburg \| – Meckelfeld – Maschen \| \| \| – Hittfeld \| |
|                                                  | – Unterelbe – Tempowerk – Hausbruch – Neugraben                | |
| … Hauptbahnhof – Veddel – Wilhelmsburg – Harburg | – Meckelfeld – Maschen                                         | |
|                                                  | – Hittfeld                                                     | |

Nach Eröffnung der Gleichstrom-S-Bahn nach Harburg im Winter 1983/84 wurden die Teilstrecken Harburg nach Maschen bzw. nach Hittfeld in „zu S3“ umbenannt. Die Haltestellen Veddel und Wilhelmsburg entfielen. Die Teilstrecke von Harburg bis Neugraben wurde ab 5. August 1984 von der neuen Hamburger-S-Bahn übernommen. Die restlichen Linien wurden bis 14. Dezember 2002 betrieben, anschließend wurden sie als R30, R40, R50 bezeichnet.
| Linie | Start – Ziel              | Haltestellen                                                                             |
| ----- | ------------------------- | ---------------------------------------------------------------------------------------- |
|       | Hauptbahnhof – Ahrensburg | Hauptbahnhof – Hasselbrook – Wandsbek – Wandsbek-Ost (Tonndorf) – Rahlstedt – Ahrensburg |

Seit dem 15. Dezember 2002 wird die Strecke als R10 (heute RB81) betrieben. Eine Wiederaufnahme des Betriebs zwischen Hauptbahnhof und Bad Oldesloe wird zurzeit als S4 Ost geplant.
| Linie | Start – Ziel                  | Haltestellen                                        |
| ----- | ----------------------------- | --------------------------------------------------- |
|       | (Altona) Pinneberg – Elmshorn | Altona – Pinneberg – Prisdorf – Tornesch – Elmshorn |

Mit dem Fahrplanwechsel 2002 verschwand die S5 und wurde durch die R60 (heute RB71) ersetzt.
| Linie | Start – Ziel       | Haltestellen                                                                              |
| ----- | ------------------ | ----------------------------------------------------------------------------------------- |
|       | Bergedorf – Büchen | Bergedorf – Reinbek – Wohltorf – Aumühle – Friedrichsruh – Schwarzenbek – Müssen – Büchen |

Die S6 wurde am 1. Juni 1958, als „Verlängerung“ der in diesem Jahr bis Bergedorf eingeführten Gleichstrom-S-Bahn S2, eingeführt. Nach Verlängerung der S2 bis Aumühle wurde sie in “S2” umbenannt, aber weiterhin als eigenständige Linie betrieben. Dann, als die S2 durch die S21 abgelöst wurde, wurde ebenfalls die Wechselstrom-S2 in „S21“ umbenannt. Während der Erneuerung der Gleichstrom-S-Bahngleise zwischen Bergedorf und Aumühle wurde die Wechselstrom-S21 zeitweise wieder ab Bergedorf betrieben. Im Mai 2002 wurde die Linie in „zu S21“ umbenannt, um schließlich im Dezember 2002 als Regionalzug R20 weiterzufahren.

## Unfälle

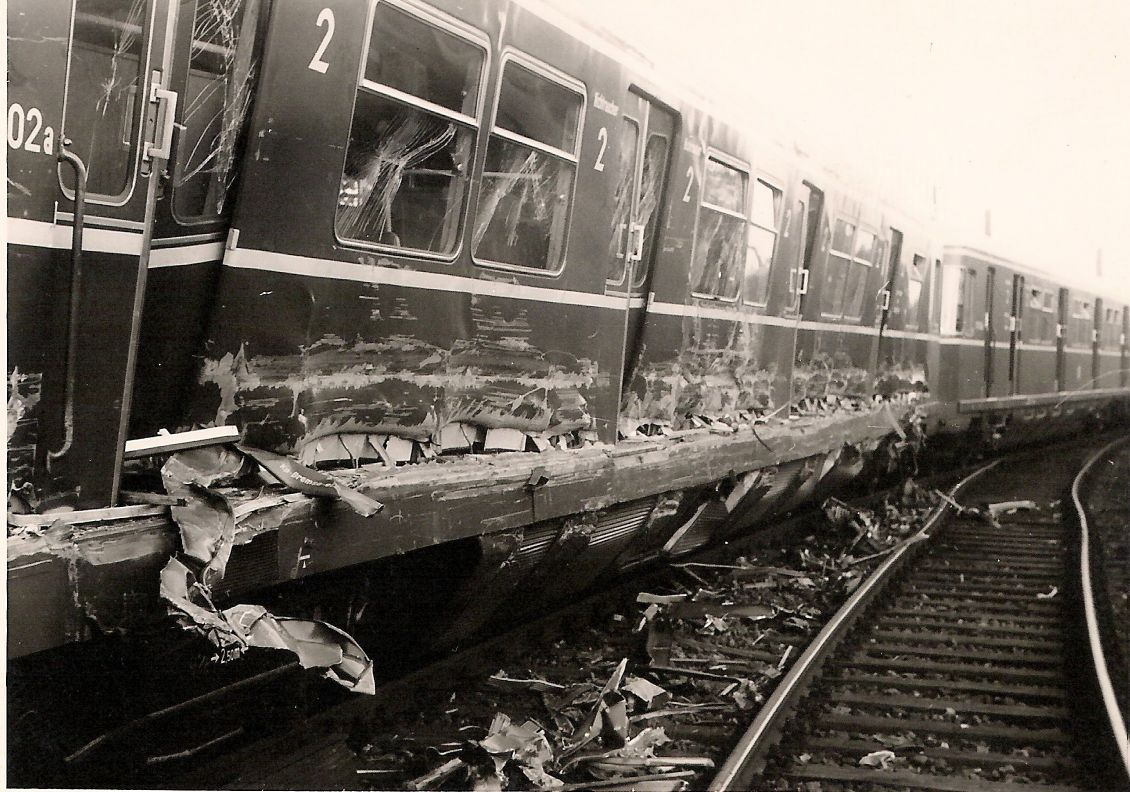
Flankenfahrt ET 170 102 am Berliner Tor im Juli 1960

Zum bisher schwersten Unglück in der Geschichte der Hamburger S-Bahn kam es am 5. Oktober 1961 am Berliner Tor. Um 22:38 Uhr kollidierte ein vollbesetzter Zug der Baureihe ET 170 auf dem Weg nach Bergedorf zwischen Berliner Tor und Rothenburgsort mit einem Bauzug, der Brückenträger geladen hatte. Die Träger und der Transportwagen, auf dem diese gelagert waren, drangen vollständig in den ersten Wagen des S-Bahn-Zuges ein und führten zu 28 Toten sowie über 100 zumeist schwer verletzten Passagieren. Der Fahrdienstleiter wurde 1963 zu einem Jahr Gefängnis verurteilt, da der S-Bahn-Zug infolge falscher Signalstellung mit dem Bauzug kollidierte. Bereits im Juli des Vorjahres kam es am Berliner Tor zu einem Unfall, als der ET 170 102 bei einer Flankenfahrt schwer beschädigt wurde. Es wurden dabei jedoch nur wenige Passagiere leicht verletzt.
1967 prallte ein S-Bahn-Zug auf einen Fernverkehrszug nach Berlin und wurde dabei aus dem Gleis gehoben. Es wurden mehr als 30 Personen verletzt.
Weiterhin kam es den in den 1980er Jahren in den Stationen Altona, Landungsbrücken und Halstenbek zu Großbränden durch vorsätzlich in Brand gesetzte S-Bahn-Wagen. Am 8. April 1980 fuhr die bereits brennende Einheit 472 021 in den Bahnhof Altona ein. Der Zug konnte nicht ins freie geschleppt werden, da die Gleise 1 und 2 damals stumpf im unterirdischen Bahnhof endeten. Fahrgäste wurden nicht verletzt, da der Zug erst in Altona eingesetzt werden sollte, jedoch erlitten zwei Angestellte eines über dem Brandherd gelegenen Reisebüros Rauchvergiftungen. Zudem erlitten drei Feuerwehrleute, die den Brand auf dem Bahnsteig bekämpft hatten, schwere Verbrennungen. Zusätzlich entstand bei allen drei Bränden erheblicher Sachschaden. So wurde der Schaden im Bahnhof Landungsbrücken seinerzeit auf fünf bis zehn Millionen DM geschätzt. Trotz der umfangreichen Schäden an der Verkleidung und dem südlichen Gleis der Haltestelle Landungsbrücken konnte die Station bereits am übernächsten Tag wieder provisorisch bedient werden. Das weitere Übergreifen des Feuers wurde durch den in Brand geratenen S-Bahn-Wagen selbst verhindert, dessen massive, vergleichsweise hitzeunempfindliche Stahlhülle die Flammen bis zum Beginn der Löscharbeiten im Wageninneren zurückhalten konnte.
Am 23. April 1980 fuhr ein Leerzug der S-Bahn in der Haltestelle Stellingen auf einen bereitstehenden Sonderzug für Fußballfans auf. Der Triebwagenfahrer des Leerzuges kam lebensgefährlich verletzt ins Krankenhaus, 24 Fußballfans wurden verletzt.

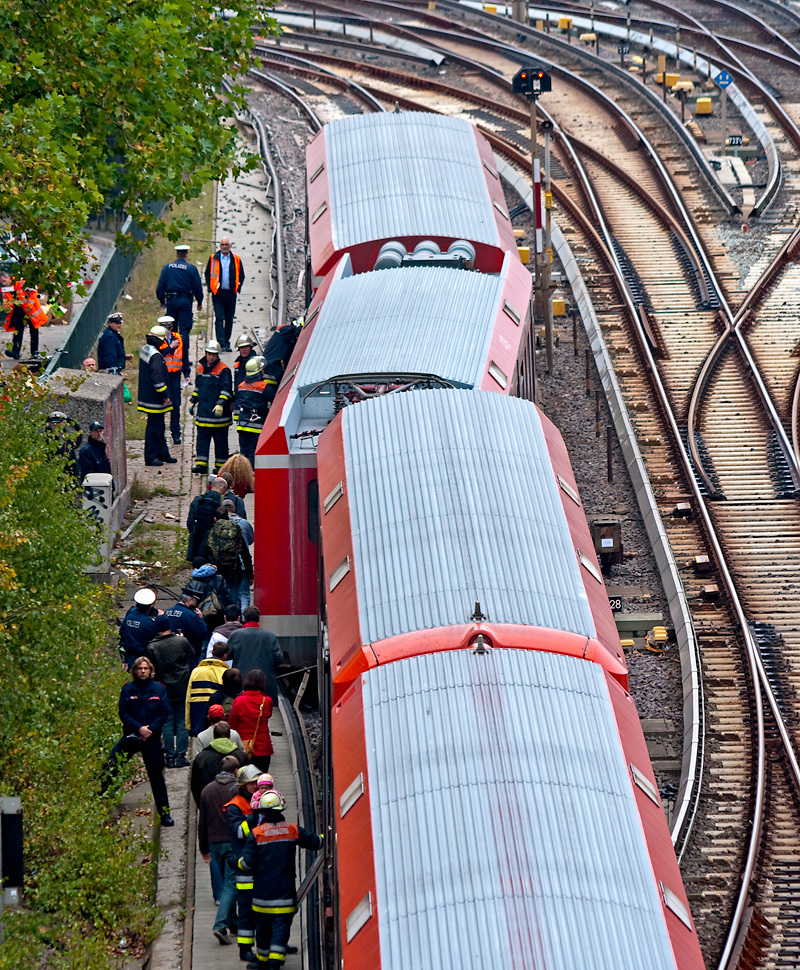
Entgleisung eines Zuges in Hamburg-Altona im Oktober 2009.

Am Morgen des 28. Juni 2006 entgleiste in Poppenbüttel ein einzelnes Drehgestell eines Zuges der Baureihe 474.3, der auf der Linie S1 nach Wedel unterwegs war. Personen kamen dabei nicht zu Schaden, jedoch beschädigte das entgleiste Drehgestell einen Teil der Weichenanlage, sodass die Züge kurzzeitig über die reguläre Kehranlage des Bahnhofes kehren mussten.
In der Nacht zum 8. Juni 2008 kam es zu einem Unfall auf der Strecke der Linie S3, als zwischen Fischbek und Neugraben ein Zug in Richtung Hamburg-Zentrum mit einem Zwei-Wege-Bagger zusammenstieß. Der Unfall ereignete sich kurz vor der Station Neugraben. Der Triebfahrzeugführer leitete eine Schnellbremsung ein, ein Zusammenstoß konnte jedoch nicht mehr verhindert werden. Bei der Kollision wurden neun Passagiere des Zuges leicht verletzt, ein auf dem Baufahrzeug mitfahrender Arbeiter schwer.
Am 11. Oktober 2009 entgleiste gegen 16 Uhr der fünfte von sechs Wagen eines Zuges der Baureihe 474.3 auf der Linie S3 aus Pinneberg kommend kurz vor dem Bahnhof Altona. Der entgleiste Wagen riss die Stromschiene auf 300 Metern aus ihrer Fassung und brachte den Zug so zum Stehen. Die rund 200 Fahrgäste des Zuges wurden weitestgehend unversehrt evakuiert, ein Passagier und der Triebwagenführer erlitten leichte Verletzungen. Die Ursache für die Entgleisung wurde nicht geklärt, es wurde jedoch festgestellt, dass die Luftfederung des entgleisten Wagens defekt war. Bis zum 14. Oktober wurde die S3 in Richtung Stade ohne Halt in Altona über den Bahnhof Dammtor umgeleitet.
Am 18. November 2009 fuhr ein Zug der Linie S1 zwischen den Stationen Wellingsbüttel und Hoheneichen auf einen Baum auf, der infolge von starken Böen auf die Gleise gestürzt war. Die mehr als 200 Fahrgäste wurden unverletzt evakuiert, der planmäßige Zugverkehr konnte nach Räumung der Strecke gegen 15:40 Uhr wieder aufgenommen werden.